# 언더 더 실버레이크
《언더 더 실버레이크》(영어: Under the Silver Lake)는 2018년 제작된 미국의 네오 누아르 범죄 스릴러 영화이다. 데이비드 로버트 미첼이 연출하고 앤드루 가필드, 라일리 키오, 토퍼 그레이스 등이 출연한다. 제71회 칸 영화제 황금종려상 경쟁후보작이다.

## 줄거리
마을에 나타난 ‘개 도살자’

할리우드 대부호의 의문사 

이웃집 썸녀 ‘사라’의 실종 

연이은 사건 속 단서를 따라 ‘사라’를 찾아 나선 청년 백수 ‘샘’은 실버레이크 아래 감춰진 비밀에 조금씩 다가서는데……
난 이제 알아요, 사라진 당신의 비밀을.

## 출연진
- 앤드루 가필드 : 샘 역
- 라일리 키오 : 사라 역
- 그레이스 밴 패튼 : 풍선 소녀 역
- 토퍼 그레이스 : 바의 남자 역
- 지미 심프슨 : 알렌 역
- 로라-리 : 메이 역
- 칼리 헤르난데스 : 밀리센트 세븐스 역
- 섬머 비실 : EX / 빌보드 소녀 역
- 이지 코피 : 세븐스의 아이 역
- 조시아 마멧 : 트로이 역
- 아담 바틀리 : 경찰 역
- 리키 린드홈 : 여배우 역
- 패트릭 피슐러 : 코믹 맨 역
- 시몬길 믈람보 : 금발의 룸메이트 역
- 앨리 맥도널드
- 돈 맥마너스
- 줄스 윌콕스 : 술 취한 젊은 여자 역